# Koleravaccine
Koleravacciner, er vacciner, der er effektiv i forebyggelse af kolera. De er omkring 85% effektiv i løbet af de første seks måneder og 50-60% effektive i løbet af det første år. Effektiviteten falder til mindre end 50% efter to år. Når en betydelig del af befolkningen er vaccineret kan flok-immunitet fordele opstå, også blandt dem der ikke er vaccineret. World Health Organization (WHO) anbefaler, vaccinernes anvendelse i kombination med andre foranstaltninger for folk i en højere risikoklasse. Den typiske anbefalede dosis er to eller tre doser indtage via munden. En injicerbar form af vaccinerne er tilgængelig i nogle, men ikke alle, områder af verden.
Begge af de tilgængelige typer af oral vaccine er generelt sikre. Milde mavesmerter, eller diarré kan forekomme. De er sikre i graviditeten og også for folk med dårlig immunfunktion. De er godkendt til brug i mere end 60 lande. I lande, hvor sygdommen er almindeligt forekommende, er vaccine mest omkostningseffektiv.
De første vacciner mod kolera blev udviklet i slutningen af 1800-tallet. De var de første udbredte vacciner der blev produceret i et laboratorium. Orale vacciner blev først introduceret i 1990'erne. Koleravaccinerne er på WHOs Liste af livsvigtige Lægemidler som en af de vigtigste mediciner i et grundlæggende sundheds-system. Omkostningerne ved at vaccinere mod kolera er mellem 0,1 og 4,0 USD.

## Medicinsk brug
Mundtlig koleravacciner anvendes i stigende grad som en ekstra metode til at kontrollere kolera udbrud i kombination med traditionelle tiltag til at forbedre vandforsyning, sanitet håndvask og andre midler til at forbedre hygiejnen. Siden Dukoral og Shanchol blev godkendt til brug er der blevet givet over en million doser af disse vacciner i forskellige masse kolerakampagner rundt omkring i verden. Hertil kommer, at Vietnam bruger mundtlig koleravaccination i sit folkesundhedsprogram og over 9 millioner doser er blevet administreret gennem målrettet massevaccination af alle børn i skolealderen i kolera-endemiske områder.
Koleravaccine bliver i vid udstrækning anvendt af backpackere og personer, der besøger steder, hvor der er en høj risiko for kolerainfektion. Men da det ikke giver 100% immunitet mod sygdommen, bør fødevare- og hygiejneforholdsregler også tages i betragtning, når man besøger et område, hvor der er en høj risiko for at blive smittet med kolera. Selv om vaccinebeskyttelsen er blevet beskrevet som "moderat", kan flok-immunitet mangedoble effektiviteten af vaccinationer. Dukoral er blevet godkendt for børn på 2 år og ældre, Shanchol for børn i 1 års alderen og ældre. Administration af vaccinen til voksne giver yderligere indirekte beskyttelse (flok-immunitet) til børn.
World Health Organisation (WHO) anbefaler både præventiv og reaktiv anvendelse af vaccinen, med det følgende centrale udsagn:
WHO anbefaler, at de nuværende tilbudte kolera vacciner anvendes som et supplement til traditionelle kontrol og forebyggende foranstaltninger i områder hvor sygdommen er endemisk og bør overvejes i områder med risiko for udbrud. Vaccination bør ikke forstyrre leveringen af andre højt prioriterede initiativer for at kontrollere eller forhindre kolera udbrud.... Reaktiv vaccination kan ses i lyset af at man begrænser omfanget af længerevarende udbrud, forudsat at den lokale infrastruktur gør det muligt, og en tilbundsgående analyse af tidligere kolera data og identifikation af et defineret mål området er blevet udført.
I slutningen af 2013 etablerede WHO et skiftende lager af 2 millioner OCV doser. Udbuddet er blevet forhøjet til 6 millioner da sydkoreanske virksomheder også er begyndt at producere vacciner(2016), den gamle produktion ikke er i stand til at håndtere WHOs efterspørgsel i Haiti og Sudan til 2015. GAVI Alliancen donerede 115 millioner dollars til at hjælpe med at betale for udvidelserne.

### Mundtlig
Orale vacciner yder beskyttelse i 52% af tilfældene de første år efter vaccination og i 62% af tilfældene i det andet år. Der er to varianter af oral vaccine, der i øjeblikket er i brug: WC-rBS og BivWC. WC-rBS (markedsført som "Dukoral") er en monovalent inaktiveret vaccine som indeholder døde hele celler af V. cholerae O1 plus yderligere rekombinant kolera toxin B-subunit. BivWC (markedsført som "Shanchol" og "mORCVAX") er en bivalent inaktiveret vaccine som indeholder døde hele celler af V. cholerae O1 og V. cholerae O139. mORCVAX er kun tilgængelig i Vietnam.
Bakteriestammer af både Inaba og Ogawa serotyper og El Tor og Klassisk biotypes er inkluderet i vaccinen. Dukoral tages oralt med bicarbonatbuffer, som beskytter antigener fra mavesyre. Vaccinen fungerer ved at inducere antistoffer mod både bakterielle komponenter og CTB. Det antibakterielle tarm-antistoffer forhindrer bakterierne i at sætte sig fast på tarmvæggen, således hæmme kolonisering af V. cholerae O1. Anti-toksin tarm-antistoffer forhindrer koleratoxin i at binde sig til tarmens slimhinde overflader, hvilket forhindrer toksin-medieret diarrhoeal symptomer.

### Injicerbar
Selv om de sjældent bliver brugt, så er den injicerbare koleravaccine effektiv for mennesker, der bor, hvor kolera er udbredt. De giver en vis grad af beskyttelse i op til to år efter et enkelt indsprøjtning, og i tre til fire år med en årlig booster. Vaccinerne reducerer risikoen for at dø af kolera 50% i det første år efter vaccination.

## References
1. 1 2 3 4 5 6  "Cholera vaccines: WHO position paper" (PDF). Weekly epidemiological record. 13 (85): 117-128. 26. marts 2010. PMID 20349546.
2. 1 2 3  Graves PM, Deeks JJ, Demicheli V, Jefferson T (2010). "Vaccines for preventing cholera: killed whole cell or other subunit vaccines (injected)". Cochrane Database Syst Rev (8): CD000974. doi:10.1002/14651858.CD000974.pub2. PMID 20687062.
3. 1 2  Sinclair D, Abba K, Zaman K, Qadri F, Graves PM (2011). "Oral vaccines for preventing cholera". Cochrane Database Syst Rev (3): CD008603. doi:10.1002/14651858.CD008603.pub2. PMID 21412922.
4. ↑  Stanberry, Lawrence R. (2009). Vaccines for biodefense and emerging and neglected diseases (1 udgave). Amsterdam: Academic. s. 870. ISBN 9780080919027.
5. ↑  "WHO Model List of EssentialMedicines" (PDF). World Health Organization. oktober 2013. Hentet 22. april 2014.
6. ↑  Martin, S; Lopez, AL; Bellos, A; Deen, J; Ali, M; Alberti, K; Anh, DD; Costa, A; Grais, RF; Legros, D; Luquero, FJ; Ghai, MB; Perea, W; Sack, DA (1. december 2014). "Post-licensure deployment of oral cholera vaccines: a systematic review". Bulletin of the World Health Organization. 92 (12): 881-93. doi:10.2471/blt.14.139949. PMID 25552772.
7. ↑  Harris, JB; LaRocque, RC; Qadri, F; Ryan, ET; Calderwood, SB (30. juni 2012). "Cholera". Lancet. 379 (9835): 2466-76. doi:10.1016/s0140-6736(12)60436-x. PMID 22748592.
8. ↑  Oral cholera vaccines in mass immunization campaigns: guidance for planning and use (PDF). World Health Organization. 2010. ISBN 9789241500432.
9. ↑  "Oral cholera vaccine stockpile". World Health Organization. Hentet 18. december 2013.
10. ↑  World Health Organization Doubles Cholera Vaccine Supply - NBC News
11. ↑  "GAVI Board Approves Support to Expand Oral Cholera Vaccine Stockpile". The Task Force on Global Health. Arkiveret fra originalen 16. december 2013. Hentet 18. december 2013.
12. ↑  "Dukoral Canadian Product Monograph Part III: Consumer Information" (PDF). Arkiveret fra originalen (PDF) 24. april 2014. Hentet 8. maj 2013.